# Izbišta
Izbišta (makedonska: Избишта) är en ort i Nordmakedonien. Den ligger i kommunen Resen, i den sydvästra delen av landet, 100 kilometer söder om huvudstaden Skopje. Izbišta ligger 926 meter över havet och antalet invånare är 262.